# Leioproctus hamatus
Leioproctus hamatus là một loài Hymenoptera trong họ Colletidae. Loài này được Maynard mô tả khoa học năm 1994.